# Ad Damir
Ad Damir è la capitale dello stato del Nilo, nel Sudan. È situata tra il fiume Atbara ed il Nilo ed è la città dello stato del Nilo più visitata. Il suo mercato locale (Soug Al sabit) è il più importante della intera zona.